# Episodi di Dixon of Dock Green (undicesima stagione)
L'undicesima stagione della serie televisiva Dixon of Dock Green è andata in onda nel Regno Unito dal 19 settembre 1964 al 13 marzo 1965 su BBC One.
| nº | Titolo originale          | Prima TV Uk       |
| -- | ------------------------- | ----------------- |
| 1  | Facing the Music          | 19 settembre 1964 |
| 2  | The Night Man             | 26 settembre 1964 |
| 3  | Fair Means or Foul        | 3 ottobre 1964    |
| 4  | Mr. Farthing Takes a Walk | 10 ottobre 1964   |
| 5  | Children Beware           | 17 ottobre 1964   |
| 6  | A Scrap of Paint          | 24 ottobre 1964   |
| 7  | Smithy                    | 31 ottobre 1964   |
| 8  | Jigsaw                    | 7 novembre 1964   |
| 9  | The Root of All Evil      | 14 novembre 1964  |
| 10 | All Sorts to Make a World | 21 novembre 1964  |
| 11 | Web of Lies               | 28 novembre 1964  |
| 12 | Don't Play with Fire      | 5 dicembre 1964   |
| 13 | A Friend in Need          | 12 dicembre 1964  |
| 14 | Windfall                  | 19 dicembre 1964  |
| 15 | Routine                   | 26 dicembre 1964  |
| 16 | Other People's Lives      | 2 gennaio 1965    |
| 17 | Edward the Confessor      | 9 gennaio 1965    |
| 18 | A Bright Boy              | 16 gennaio 1965   |
| 19 | Find the Lady             | 23 gennaio 1965   |
| 20 | The Night of the Fog      | 30 gennaio 1965   |
| 21 | A Fine Art                | 6 febbraio 1965   |
| 22 | Within the Law            | 13 febbraio 1965  |
| 23 | You Just Walk Away        | 20 febbraio 1965  |
| 24 | The Inside Man            | 27 febbraio 1965  |
| 25 | Forsaking All Others      | 6 marzo 1965      |
| 26 | The Avenger               | 13 marzo 1965     |

## Facing the Music
- Prima televisiva: 19 settembre 1964

### Interpreti
Geoffrey Adams (detective Con. Lauderdale), John Allison (Pierre Dupuis), Robert Arnold (agente Swain), Mary Barclay (Mme. Venoir), James Beck (Jim Carter), George Betton (Smith), John Brooking (sovrintendente), Peter Byrne (detective Sgt. Andy Crawford), Michael Collins (Mr. Hope), Michael Craze (Fleming), Jack Cunningham (Mike Kelly), Hilda Fenemore (Jennie Wren), Veronica Forbes (Monique Venoir), Patricia Forde (sergente Jean Bell), Alex Gallier (M. Venoir), Zeph Gladstone (agente Liz Harris), Michael Golden (Sammy MacBride), Desmond Jordan (padre Wilde), Geoffrey Kenion (agente Roberts), Sheila Manahan (Mrs. MacBride), Joan Newell (Mrs. Hope), Dennis Ramsden (Bridges), Arthur Rigby (sergente Flint), Keith Smith (Wells), Jack Stewart (Chief Supt. Rogers), George Tovey (George Fenn), Dervis Ward (Stubbington), Jack Warner (sergente George Dixon)

## The Night Man
- Prima televisiva: 26 settembre 1964

### Interpreti
Geoffrey Adams (detective Con. Lauderdale), James Brewer (Alf Collins), Peter Byrne (detective Sgt. Andy Crawford), Anne Carroll (agente Shirley Palmer), Desmond Cullum-Jones (Arthur Davies), Nicholas Donnelly (agente Wills), Leslie Dwyer (Joe Cook), Michael Earl (Relief Manager), Margery Fleeson (Lucy Fletcher), Patricia Forde (sergente Jean Bell), Jimmy Gardner (Sniffy Baker), Zeph Gladstone (agente Liz Harris), Yootha Joyce (Mabel Davies), Geoffrey Kenion (agente Roberts), Barbara Keogh (Peggy), David Lander (Geoffrey Smart), Arthur Rigby (sergente Flint), Harry Towb (Frankie Stern), Jack Warner (sergente George Dixon), Anna Wing (Dolly Nelson)

## Fair Means or Foul
- Prima televisiva: 3 ottobre 1964

### Interpreti
Geoffrey Adams (detective Con. Lauderdale), Robert Arnold (agente Swain), Pauline Barker (Jennie), Ray Barrett (Nat Singer), Peter Byrne (detective Sgt. Andy Crawford), Diana Coupland (Norma Parker), Edna Doré (Mrs. Singer), Rosemarie Dunham (Shirley), Jill Fletcher (1st Student), Patricia Forde (sergente Jean Bell), Robert Hartley (Mr. Dawson), James Hunter (Mike Dawson), Frank Jarvis (Ron Coles), Norman Jones (Dave), Geoffrey Kenion (agente Roberts), Richard Klee (Eddie Gardner), Reg Lye (Jigger Lees), Clive Marshall (2nd Student), Jeanne Mockford (Miss Lucas), Arthur Rigby (sergente Flint), Alan Rolfe (Mr. Taylor), Richard Shaw (Bill), Anna Turner (Mrs. Dawson), Jack Warner (sergente George Dixon)

## Mr. Farthing Takes a Walk
- Prima televisiva: 10 ottobre 1964

### Interpreti
Geoffrey Adams (detective Con. Lauderdale), Robert Arnold (agente Swain), Kate Brown (Jackie Flynn), Peter Byrne (detective Sgt. Andy Crawford), Anne Carroll (agente Shirley Palmer), Vernon Dobtcheff (Defence Counsel), Nicholas Donnelly (agente Wills), Patricia Forde (sergente Jean Bell), Dorothy Frere (Mrs. Yates), Zeph Gladstone (agente Liz Harris), Brian Haines (Horace Merton), Geoffrey Kenion (agente Roberts), Diana King (Mrs. Chambers), Sam Kydd (Monty Stone), Lloyd Lamble (Arthur Goodwin), Frederick Peisley (Henry Farthing), Arthur Rigby (sergente Flint), Betty Romaine (Elsie Reynolds), Margot Thomas (Doris Lane), Jack Warner (sergente George Dixon), Brian Weske (Marty Craig)

## Children Beware
- Prima televisiva: 17 ottobre 1964

### Interpreti
Garth Adams (dottor Barrett), Geoffrey Adams (detective Con. Lauderdale), Elizabeth Benson (Mrs. Morrison), Peter Byrne (detective Sgt. Andy Crawford), Anne Carroll (agente Shirley Palmer), Edward Cast (George Green), Dennis Chinnery (Mr. Morrison), Ray Cooney (Stan Collier), Anna Dawson (Mary Crawford), Hilda Fenemore (Jennie Wren), Penny Hall (Linda Green), Cecily Hullett (Miss Oliver), Ken Jones (Parsons), Geoffrey Kenion (agente Roberts), Ria Mills (Betty Morrison), Davilia O'Connor (Miss Kelly), Anne Ridler (sergente Chris Freeman), Arthur Rigby (sergente Flint), Peter Thornton (agente Burton), Alan Tilvern (Clifford Allan), Jack Warner (sergente George Dixon), Bruce Wightman (Man in Car)

## A Scrap of Paint
- Prima televisiva: 24 ottobre 1964

### Interpreti
Geoffrey Adams (detective Con. Lauderdale), Robert Arnold (agente Swain), Peter Bayliss (Davis), Madge Brindley (Lady in Station), Robert Bruce (dottor Hammond), Peter Byrne (detective Sgt. Andy Crawford), Anne Carroll (agente Shirley Palmer), Dennis Cleary (Kemp), Anna Dawson (Mary Crawford), Edward Dentith (sergente Watson), Glynn Edwards (Jim Pike), Zeph Gladstone (agente Liz Harris), Louis Haslar (Kilford), Geoffrey Kenion (agente Roberts), Freda Knorr (Mrs. Pike), Duncan Lamont (William Plummer), Jeanne Mockford (Miss Lucas), Jocelyn Rhodes (Kay Lauderdale), Arthur Rigby (sergente Flint), John Rolfe (Marshall), Tony Wager (Charlie Dymott), Jack Warner (sergente George Dixon)

## Smithy
- Prima televisiva: 31 ottobre 1964

### Interpreti
Geoffrey Adams (detective Con. Lauderdale), Robert Arnold (agente Swain), Michael Beint (Mr. Gillman), Bette Bourne (Blackie), Peter Byrne (detective Sgt. Andy Crawford), Anne Carroll (agente Shirley Palmer), Anna Dawson (Mary Crawford), Nicholas Donnelly (agente Wills), Helen Ford (Mrs. Broughton), Zeph Gladstone (agente Liz Harris), Barry Halliday (Ginger), John Harvey (dottor Ingrams), Geoffrey Kenion (agente Roberts), Natalie Kent (Mrs. Goodwin), Sydney King (Drunk), Dorothea Phillips (Mrs. Travers), Charles Rea (Casualty Officer), Arthur Rigby (sergente Flint), Jack Rodney (Smithy), Peter Thornton (agente Burton), Bill Treacher (Fred Blackwell), Jack Warner (sergente George Dixon), David Webb (Bill Chambers)

## Jigsaw
- Prima televisiva: 7 novembre 1964

### Trama
- Interpreti: Geoffrey Adams (detective Con. Lauderdale), Robert Arnold (agente Swain), Peter Byrne (detective Sgt. Andy Crawford), Anna Dawson (Mary Crawford), Nicholas Donnelly (agente Wills), Zeph Gladstone (agente Liz Harris), Brian Jackson (Bruce Thompson), Geoffrey Keen (John Armitage), Jeanne Mockford (Miss Lucas), Arthur Rigby (sergente Flint), Peter Sanders (Holman), Jeffrey Shankley (Walker), Peter Thomas (Johnson), Jack Warner (sergente George Dixon), Jerold Wells (Henry Galloway), Pauline Yates (Janet Armitage)

## The Root of All Evil
- Prima televisiva: 14 novembre 1964

### Interpreti
Geoffrey Adams (detective Con. Lauderdale), James Appleby (Workman), Robert Arnold (agente Swain), John Blythe (Sammy Butler), Peter Byrne (detective Sgt. Andy Crawford), Anne Carroll (agente Shirley Palmer), George A. Cooper (Ted Morris), Anna Dawson (Mary Crawford), Avril Elgar (Gladys Sampson), William Gordon (2nd Ambulance Man), Peter Hughes (Martin Stuart), Megs Jenkins (Beryl Morris), Margaret Latimer (infermiera), Duncan Livingstone (Lorry Driver), Arthur Lovegrove (Vic Sampson), Arthur Rigby (sergente Flint), Michael Robbins (Charlie Mills), Frank Seton (Ambulance Driver), Anthony Shepard (dottor Nelson), Jack Warner (sergente George Dixon)

## All Sorts to Make a World
- Prima televisiva: 21 novembre 1964

### Interpreti
Geoffrey Adams (detective Con. Lauderdale), Robert Arnold (agente Swain), Derek Benfield (Mr. Stevens), Margaret Boyd (Mrs. Mackay), John Bryans (Mr. Baxter), Peter Byrne (detective Sgt. Andy Crawford), Paul Curran (Mr. Mackay), Sylvia Davies (Miss Hooper), Anna Dawson (Mary Crawford), Roy Denton (Charlie), Leonie Forbes (Mrs. Thomas), Zeph Gladstone (agente Liz Harris), Glen Green (Joey Thomas), Clifford Jones (Mr. Thomas), Geoffrey Kenion (agente Roberts), Jeanne Mockford (Miss Lucas), Arthur Rigby (sergente Flint), Jack Warner (sergente George Dixon), Manning Wilson (Mr. Nichols)

## Web of Lies
- Prima televisiva: 28 novembre 1964

### Interpreti
Geoffrey Adams (detective Con. Lauderdale), Robert Arnold (agente Swain), Hilda Barry (Mrs. Butler), Peter Byrne (detective Sgt. Andy Crawford), Anne Carroll (agente Shirley Palmer), Richard Coleman (Mr. Dykes), Anna Dawson (Mary Crawford), Alexander Doré (Mr. Forbes), Judy Geeson (Jenny Fenton), Thomas Heathcote (Joe Fenton), Geoffrey Kenion (agente Roberts), Reginald Marsh (Mr. Bellamy), Maureen Pryor (Madge Bellamy), Arthur Rigby (sergente Flint), Jack Warner (sergente George Dixon)

## Don't Play with Fire
- Prima televisiva: 5 dicembre 1964

### Interpreti
Geoffrey Adams (detective Con. Lauderdale), Bernard Archard (Herbert Jones), Robert Arnold (agente Swain), Christopher Barrington (Alan Edwards), Peter Byrne (detective Sgt. Andy Crawford), Anne Carroll (agente Shirley Palmer), Anna Dawson (Mary Crawford), Nicholas Donnelly (agente Wills), Hazel Douglas (Alice Yardley), Zeph Gladstone (agente Liz Harris), Sonia Graham (Kate Edwards), Geoffrey Kenion (agente Roberts), Geoffrey Lea (Phil McDonald), Michael Lynch (ufficiale Rogers), Lane Meddick (Bob Ramsay), Jeanne Mockford (Miss Lucas), Arthur Rigby (sergente Flint), Marianne Stone (Nora Ventnor), Sydney Tafler (Ralph Edwards), Kenneth Thornett (Max Ventnor), Jack Warner (sergente George Dixon)

## A Friend in Need
- Prima televisiva: 12 dicembre 1964

### Interpreti
Geoffrey Adams (detective Con. Lauderdale), Robert Arnold (agente Swain), Brian Badcoe (Mr. White), Clive Colin Bowler (Stan West), Ronald Bridges (Don), Peter Byrne (detective Sgt. Andy Crawford), James Chase (Vic Berry), Janet Davies (Mrs. White), Anna Dawson (Mary Crawford), Nicholas Donnelly (agente Wills), Harry Fowler (Albert Winters), Mabelle George (Woman Cleaner), Henry Gilbert (Field), Mary Hignett (Mrs. Walters), Douglas Ives (Dunn), Geoffrey Kenion (agente Roberts), Jeanne Mockford (Miss Lucas), Arthur Rigby (sergente Flint), Alec Ross (Richards), Hector Ross (Charlie Porter), Michael Stainton (Briggs), Jack Warner (sergente George Dixon), Blaise Wyndham (Wheeler)

## Windfall
- Prima televisiva: 19 dicembre 1964

### Interpreti
Geoffrey Adams (detective Con. Lauderdale), James Appleby (Cafe Proprietor), Robert Arnold (agente Swain), John Barrett (Turner), Douglas Blackwell (Mr. Fellows), Colin Burbidge (Mike), Peter Byrne (detective Sgt. Andy Crawford), Dennis Cleary (Jack), Vickie Climas (Lady Lamley), Patti Dalton (Bookmaker's Clerk), Anna Dawson (Mary Crawford), Jay Denyer (Joe), Nicholas Donnelly (agente Wills), Zeph Gladstone (agente Liz Harris), Godfrey James (Ted), Chuck Julian (Banks), Geoffrey Kenion (agente Roberts), Richard Mathews (Sir Frederick), Jeanne Mockford (Miss Lucas), Dandy Nichols (Mrs. Gilmore), Bert Palmer (Perkins), Pamela Pitchford (Woman in Station), Arthur Rigby (sergente Flint), Philip Ross (Vicar), Jack Warner (sergente George Dixon), Peter Welch (Jock), Gordon Whiting (Chivers)

## Routine
- Prima televisiva: 26 dicembre 1964

### Interpreti
Geoffrey Adams (detective Con. Lauderdale), Robert Arnold (agente Swain), Michael Blakemore (Matthews), Harry Brunning (Mike O'Dwyer), Peter Byrne (detective Sgt. Andy Crawford), Anne Carroll (agente Shirley Palmer), Paul Curran (Spokey Wheeler), Anna Dawson (Mary Crawford), Nicholas Donnelly (agente Wills), Hilda Fenemore (Jennie Wren), Denys Graham (Stan Johnson), Joy Hope (Woman at Flat), Geoffrey Kenion (agente Roberts), Patrick McAlinney (Pat O'Dwyer), Frank Mills (Powell), Jeanne Mockford (Miss Lucas), Michael Newport (Alan Johnson), Harry Pringle (Tim O'Dwyer), Anne Ridler (sergente Chris Freeman), Arthur Rigby (sergente Flint), Meg Ritchie (Mrs. Johnson), Joy Stewart (Mrs. Riddington), Peter Thornton (agente Burton), Jack Warner (sergente George Dixon)

## Other People's Lives
- Prima televisiva: 2 gennaio 1965

### Trama
- Interpreti: Geoffrey Adams (detective Con. Lauderdale), Robert Arnold (agente Swain), James Beck (Tommy Preston), Peter Byrne (detective Sgt. Andy Crawford), Anne Carroll (agente Shirley Palmer), Edward Cast (Dave Gibbs), Anna Dawson (Mary Crawford), Nicholas Donnelly (agente Wills), Zeph Gladstone (agente Liz Harris), Noel Hood (Vera Frost), Geoffrey Kenion (agente Roberts), Mary Miller (Diana Gibbs), Jeanne Mockford (Miss Lucas), Ray Mort (Charlie), Anne Pichon (Ada Seymour), Arthur Rigby (sergente Flint), Charles Wade (Larry Williams), Jack Warner (sergente George Dixon)

## Edward the Confessor
- Prima televisiva: 9 gennaio 1965

### Interpreti
Geoffrey Adams (detective Con. Lauderdale), Robert Arnold (agente Swain), Victor Brooks (sergente Cox), Peter Byrne (detective Sgt. Andy Crawford), Robert Cawdron (detective Insp. Cherry), Jan Conrad (capitano Karminsky), Anna Dawson (Mary Crawford), Nicholas Donnelly (agente Wills), Hugh Evans (Stewart Peretz), Zeph Gladstone (agente Liz Harris), Louis Haslar (reporter), John Hollis (Sims), Geoffrey Kenion (agente Roberts), Barbara Keogh (Mrs. Rodinsky), Gertan Klauber (Bos'n Zeromsky), Richard Klee (Hinds), Lloyd Lamble (MP), T.P. McKenna (Edward Palmer), Jeanne Mockford (Miss Lucas), Richard Poore (reporter), Maurice Quick (MP), Dennis Ramsden (Mr. Simpson), Arthur Rigby (sergente Flint), Witold Scheybal (Laskowski), Michael Sheard (reporter), Peter Thornton (agente Burton), Jack Warner (sergente George Dixon)

## A Bright Boy
- Prima televisiva: 16 gennaio 1965

### Interpreti
Geoffrey Adams (detective Con. Lauderdale), Robert Arnold (agente Swain), Kate Binchy (Patricia Ward), Blake Butler (Mr. Richards), Peter Byrne (detective Sgt. Andy Crawford), Anne Carroll (agente Shirley Palmer), Gordon Craig (Drunk), Windsor Davies (Harry Ward), Anna Dawson (Mary Crawford), Nicholas Donnelly (agente Wills), Rosemarie Dunham (Paula Ward), Zeph Gladstone (agente Liz Harris), Harold Goodwin (Alfred Pierce), Alan Kemp (Peter Hemmings), Geoffrey Kenion (agente Roberts), Alan Lake (Jimmy Hawkins), Jeanne Mockford (Miss Lucas), Victor Platt (Mr. Dyson), Arthur Rigby (sergente Flint), Pip Rolls (Johnny Pierce), Lindsay Scott-Patton (Brian Ward), Jack Warner (sergente George Dixon), Ernest Woodford (Youth Club Leader)

## Find the Lady
- Prima televisiva: 23 gennaio 1965

### Trama
- Interpreti: Geoffrey Adams (detective Con. Lauderdale), Robert Arnold (agente Swain), Reginald Barratt (Ernest Jenkins), Peter Byrne (detective Sgt. Andy Crawford), Keith Campbell, Anne Carroll (agente Shirley Palmer), Allan Cuthbertson (Leonard Wright), Anna Dawson (Mary Crawford), Nicholas Donnelly (agente Wills), Zeph Gladstone (agente Liz Harris), Frank Jarvis (Frank Meadows), Geoffrey Kenion (agente Roberts), Zena Marshall (Carol Wright), Raymond Mason (Bernard Selwyn), Barbara Mitchell (Amy Ashton), Jeanne Mockford (Miss Lucas), Jane Muir (Joan Foster), Stephanie Randall (Anne Cross), Arthur Rigby (sergente Flint), Peter Thornton (agente Burton), Tony Wager (Jerry Andrews), Jack Warner (sergente George Dixon), Tony Wright (Tony Benson)

## The Night of the Fog
- Prima televisiva: 30 gennaio 1965

### Interpreti
Geoffrey Adams (detective Con. Lauderdale), Robert Arnold (agente Swain), June Brown (Miss Clark), Peter Byrne (detective Sgt. Andy Crawford), Anne Carroll (agente Shirley Palmer), Anna Dawson (Mary Crawford), Nicholas Donnelly (agente Wills), Eynon Evans (Huw Phillips), Murray Evans (Gareth Phillips), Zeph Gladstone (agente Liz Harris), Geoffrey Kenion (agente Roberts), Jeanne Mockford (Miss Lucas), Maitland Moss (Dean), Ruth Porcher (Mrs. Wade), Arthur Rigby (sergente Flint), Rachel Thomas (Joan Phillips), Peter Thornton (agente Burton), Bill Treacher (Charlie Morris), John Tucker (Mr. Waters), Jack Warner (sergente George Dixon), Manning Wilson (Jim Wade)

## A Fine Art
- Prima televisiva: 6 febbraio 1965

### Interpreti
Geoffrey Adams (detective Con. Lauderdale), Robert Arnold (agente Swain), Sylvia Bidmead (Rose Walker), David Burke (Brian Wicks), Peter Byrne (detective Sgt. Andy Crawford), Anne Carroll (agente Shirley Palmer), Fay Compton (Nelly Cook), Anna Dawson (Mary Crawford), Vernon Dobtcheff (Higgs), Wallas Eaton (Taylor), Zeph Gladstone (agente Liz Harris), John Horsley (Mr. Pickering), Cecily Hullett (Mrs. Peters), Douglas Ives (Smith), Penelope Keith (Miss Nash), Geoffrey Kenion (agente Roberts), Tucker McGuire (Mrs. Thorpe), Jeanne Mockford (Miss Lucas), Cicely Paget-Bowman (Mrs. Lane), John Richmond (Mr. Lane), Arthur Rigby (sergente Flint), Terence Rigby (agente Trotter), Bill Shine (Tedd), Jack Warner (sergente George Dixon)

## Within the Law
- Prima televisiva: 13 febbraio 1965

### Interpreti
Geoffrey Adams (detective Con. Lauderdale), Robert Arnold (agente Swain), Carole Brett (Ida Lewis), Peter Byrne (detective Sgt. Andy Crawford), Richard Carpenter (Victor Barnard), Anne Carroll (agente Shirley Palmer), Anna Dawson (Mary Crawford), Jay Denyer (Simon Lester), Patricia Denys (Miss Osborne), Nicholas Donnelly (agente Wills), Zeph Gladstone (agente Liz Harris), Phyllida Law (sergente Ruth Beckett), Philip Madoc (Sydney Calvert), Joan Mane (Instructress), Reginald Marsh (Frank Rogers), Hilary Mason (Hilda Rogers), Jeanne Mockford (Miss Lucas), Arthur Rigby (sergente Flint), Norman Scace (Carlton), Patricia Shakesby (Doreen Rogers), Jack Warner (sergente George Dixon)

## You Just Walk Away
- Prima televisiva: 20 febbraio 1965

### Trama
- Interpreti: Garth Adams (dottor Richards), Geoffrey Adams (detective Con. Lauderdale), Robert Arnold (agente Swain), Coral Atkins (Mrs. Foster), Peter Byrne (detective Sgt. Andy Crawford), Anne Carroll (agente Shirley Palmer), John Collin (Ted Foster), Desmond Cullum-Jones (Pawnbroker), Jean Dallas, Anna Dawson (Mary Crawford), Nicholas Donnelly (agente Wills), John Gatrell (Registrar), Zeph Gladstone (agente Liz Harris), Geoffrey Kenion (agente Roberts), Pamela Lane (Sister), Duncan Livingstone (Postman), Jeanne Mockford (Miss Lucas), Judy Parfitt (Nancy Wills), Mary Pemberton (Clinic Assistant), Patricia Reid (Woman in Garden), Arthur Rigby (sergente Flint), Jane Thorne (infermiera), Peter Thornton (agente Burton), Jack Warner (sergente George Dixon)

## The Inside Man
- Prima televisiva: 27 febbraio 1965

### Interpreti
Geoffrey Adams (detective Con. Lauderdale), James Appleby (Prison Officer Walker), Robert Arnold (agente Swain), Ronald Bridges (Seddon), Kate Brown (Mrs. Black), Peter Byrne (detective Sgt. Andy Crawford), Anne Carroll (agente Shirley Palmer), Robert Cawdron (detective Insp. Cherry), Elizabeth Chambers (Mrs. North), Paul Curran (Spokey Wheeler), Anna Dawson (Mary Crawford), Nicholas Donnelly (agente Wills), Judith Furse (Mrs. Smith), Zeph Gladstone (agente Liz Harris), Melvyn Hayes (Atkins), Glyn Houston (Brewer), Geoffrey Kenion (agente Roberts), Reg Lye (Jigger Lees), Jeanne Mockford (Miss Lucas), Joan Newell (Miss Hooker), Arthur Rigby (sergente Flint), Michael Robbins (Thorpe), Alec Ross (Prison Officer Barnes), Kathleen St. John (Mrs. Kendall), Tony Steedman (Prison Governor), Jack Warner (sergente George Dixon), Brian Weske (Alf Kendall)

## Forsaking All Others
- Prima televisiva: 6 marzo 1965

### Interpreti
Geoffrey Adams (detective Con. Lauderdale), Robert Arnold (agente Swain), John Barrie (Jack Stone), Leslie Bates (Man in Pub), Peter Byrne (detective Sgt. Andy Crawford), Anne Carroll (agente Shirley Palmer), Anna Dawson (Mary Crawford), Arnold Diamond (direttore della banca), Nicholas Donnelly (agente Wills), Dorothy Frere (Mrs. Daniels), Zeph Gladstone (agente Liz Harris), Douglas Ives (Mac), Norman Jones (Lenny), Yootha Joyce (Landlady), Geoffrey Kenion (agente Roberts), Jeanne Mockford (Miss Lucas), Sheila Raynor (Gwen), Arthur Rigby (sergente Flint), Peter Thornton (agente Burton), Jack Warner (sergente George Dixon)

## The Avenger
- Prima televisiva: 13 marzo 1965

### Interpreti
Geoffrey Adams (detective Con. Lauderdale), Robert Arnold (agente Swain), Michael Beint (Cyril Denby), Isobel Black (Ann Denby), Peter Byrne (detective Sgt. Andy Crawford), Anne Carroll (agente Shirley Palmer), Anna Dawson (Mary Crawford), Nicholas Donnelly (agente Wills), Zeph Gladstone (agente Liz Harris), Denys Graham (Lambert), Geoffrey Kenion (agente Roberts), Fernanda Marlowe (Sally), Jeanne Mockford (Miss Lucas), Myrtle Moss (Woman Customer), Michael Newport (Boy Scout), Arthur Rigby (sergente Flint), David Spenser (Chatterjee), Jack Warner (sergente George Dixon)